# Перець (рід)

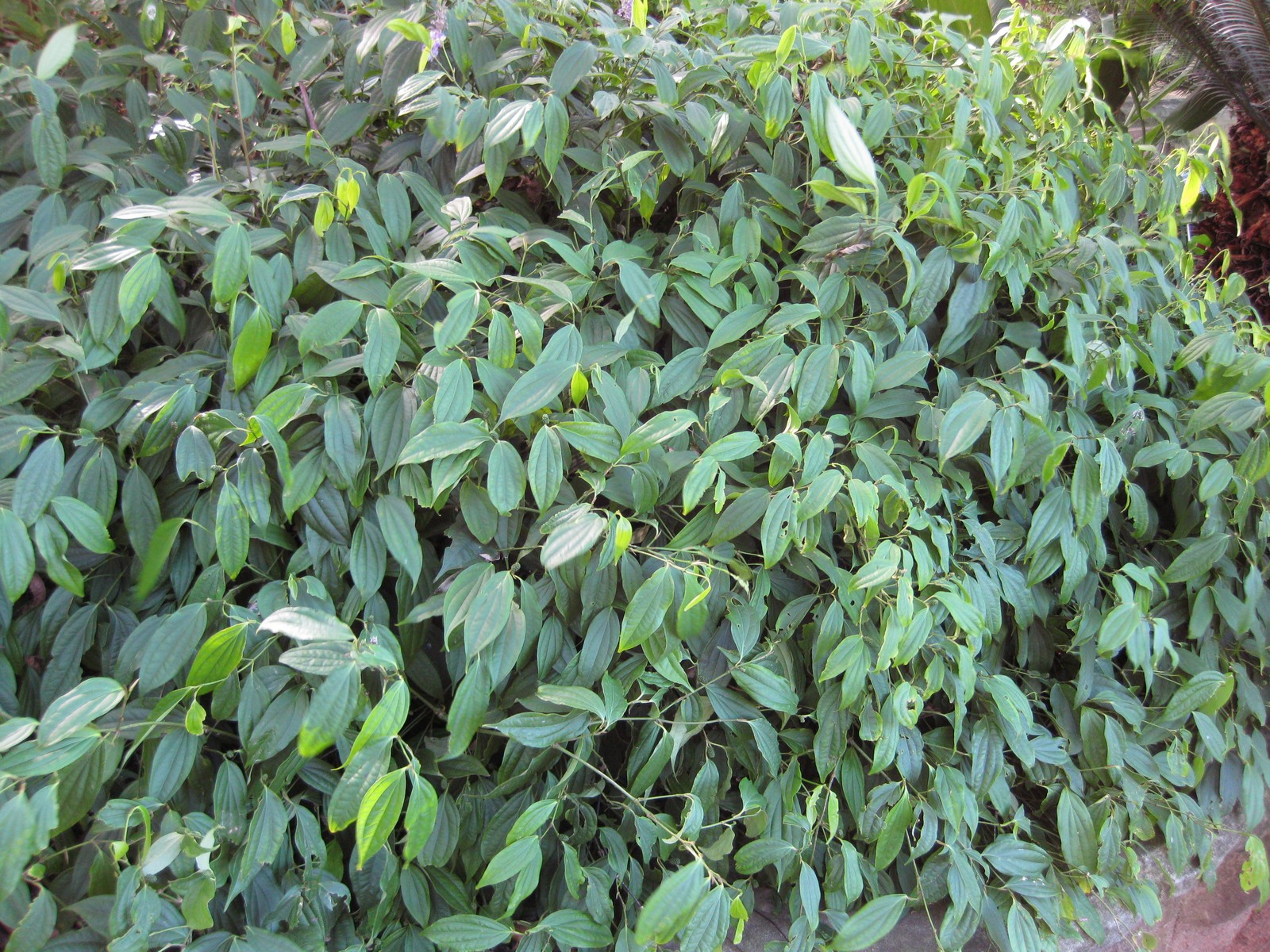
Piper curtipedunculum

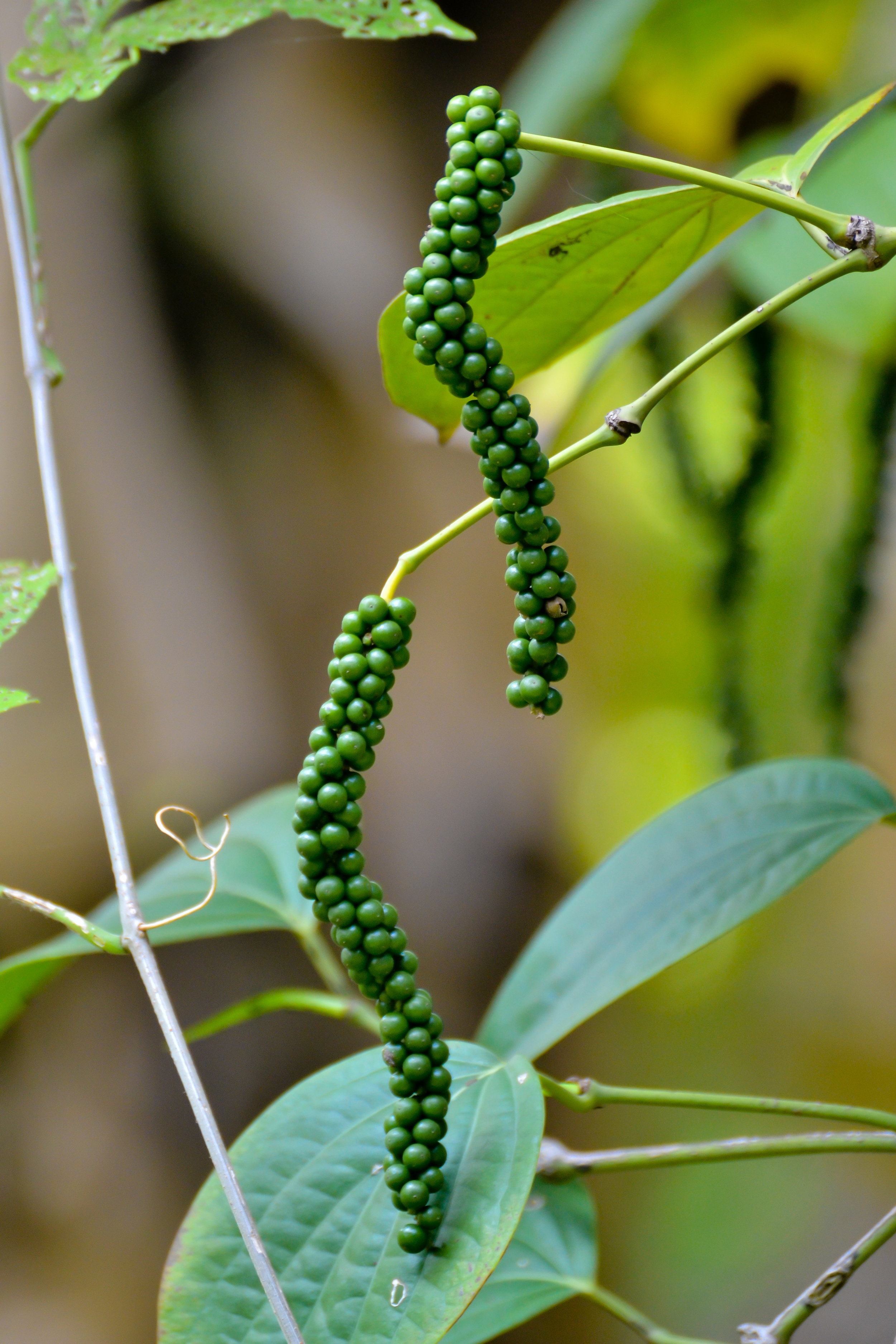
Piper nigrum

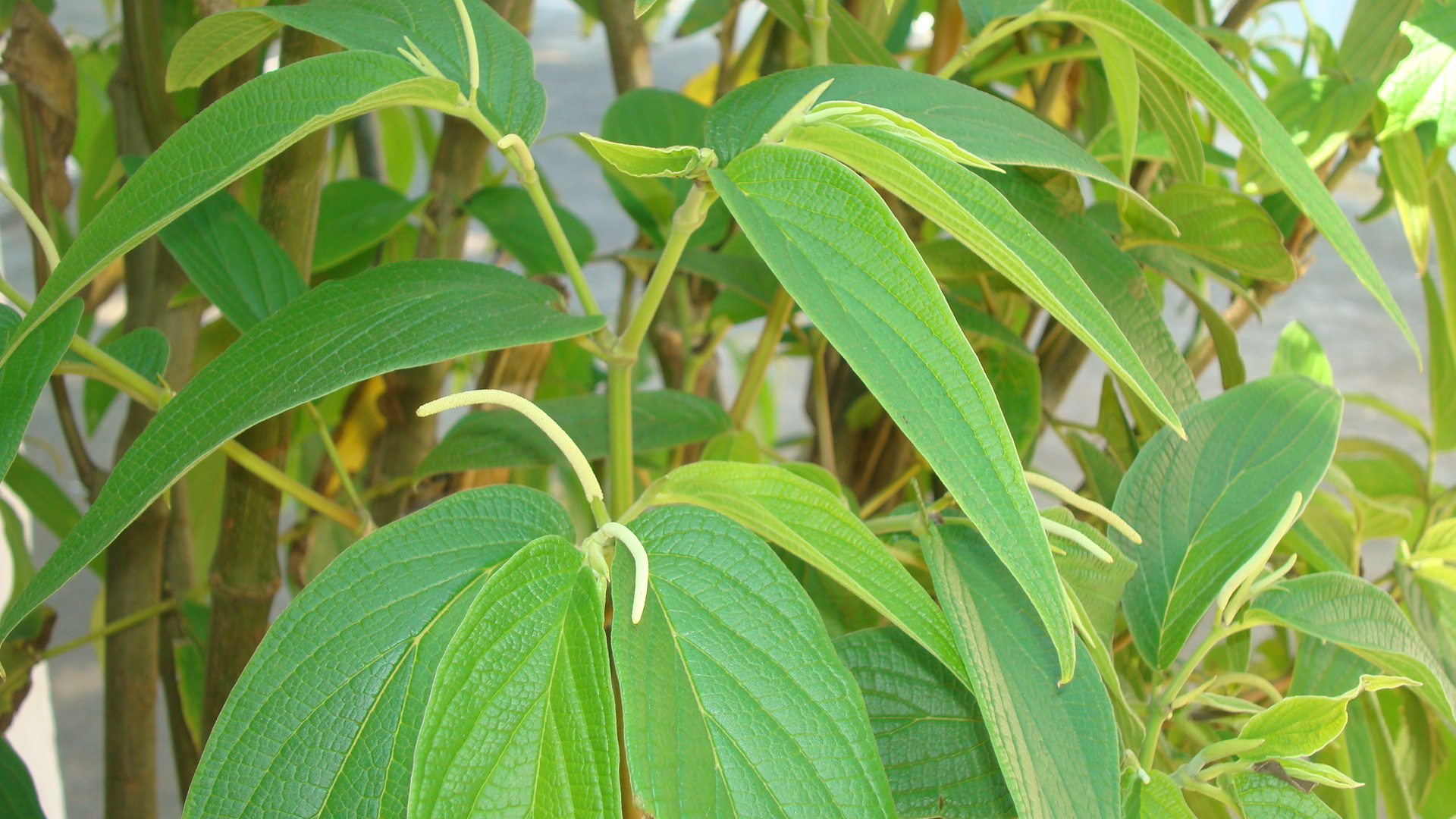
Piper rivioides

Пе́рець (Piper) — рід рослин родини перцеві (Piperaceae). Включає близько півтори тисячі видів трав та ліан, багато з яких є звичними для свого середовища проживання. Найбільше видів перцю ростуть у тропіках обох півкуль, але більше у тропічній Америці та мусонних областях Східної Азії. Даний рід має важливе економічне та екологічне значення. Диверсифікація цього таксона становить інтерес для розуміння еволюції рослин.

## Назва
Наукова назва перцю (лат. Piper) та загальна назва «pepper» походять від санскритського слова pippali, що означає перець довгий (Piper longum).
Не слід плутати рід рослин «перець» з перцем овочевим та іншими рослинами, які використовуються як прянощі у кулінарії та не мають відношення до даного роду.

## Історія
Згадується під іменем перець (ст.-укр. перець) як різновид «татарського товару» у статутній грамоті молдавського воєводи Олександра від 1407 року, що надавала львівським і подільським купцям право вільно торгувати у Молдовському князівстві, зокрема у Сучаві.

## Поширення та екологія
Види перцю поширені у тропіках та найчастіше зустрічаються у підлісках низинних вологих тропічних лісів, але можуть рости й на вирубках, та у зонах високих схилів, таких як хмарні ліси; один вид (перець японський, Piper kadsura, з південної Японії та з крайньої південної Кореї є субтропічним та може переносити зимовий іній. Там, де їх знаходять, перці часто домінують над рослинністю.
Більшість видів перцю — трав'янисті або ліаноподібні; деякі ростуть як чагарники чи як невеликі дерева. Декілька видів, під загальною назвою «перець мурашиний», (наприклад, Piper cenocladum) живуть у симбіозі з мурахами. Плоди рослин перцю — перцеві зернятка, зазвичай мають круглу та схожу на горошину форму і розносяться переважно птахами, а також, що важливо, дрібними ссавцями, що харчуються зернами, наприклад, кажанами роду Carollia.

## Окремі види
Всього рід включає близько півтори тисячі видів. Деякі найвідоміші:
- Piper arboreum Aubl.
  - Piper arboreum Aubl. subsp. arboreum
    - [ syn. Piper geniculatum Sw.]
    - [ syn. Piper macrophyllum Sw.]

  - Piper arboreum Aubl. subsp. tuberculatum (Jacq.) Tebbs
    - [ syn. Piper tuberculatum Jacq.]
- Piper aduncum L. — Перець вузьколистий
  - [ syn. Piper angustifolium]
- Piper auritum Kunth
- Piper bantamense Blume
- Piper betle L. — Бетель
- Piper cenocladum C.DC.
- Piper crocatum Ruiz et Pav. — Перець шафранний
- Piper cubeba L.f. — Перець кубеба
- Piper decurrens C. DC.
- Piper guineense Thonn.
- Piper imperiale (Miq.) C.DC.
- Piper kadsura (Choisy) Ohwi
- Piper lolot C.DC. — Лолот
- Piper longum L. — Перець довгий
- Piper magnificum Trel.
- Piper methysticum G.Forst. — Перець п'янкий
- Piper nigrum L. типовий[3] — Перець чорний
- Piper ornatum N.E.Br.
- Piper porphyrophyllum (Lindl.) N.E.Br.
- Piper pseudolindenii C.DC.
  - [ syn. Piper magnificum (C.DC.) Trel.]
- Piper retrofractum Vahl
  - [ syn. Piper officinarum (Miq.) C.DC.]
- Piper seychellarum J.Gerlach — Перець сейшельский[4]
- Piper sylvaticum Roxb. — Перець лісовий
- Piper unguiculatum Ruiz & Pav.